# Pandanus glaphyros
Pandanus glaphyros är en enhjärtbladig växtart som beskrevs av Harold St.John. Pandanus glaphyros ingår i släktet Pandanus och familjen Pandanaceae. Inga underarter finns listade.